# Duobuzha
Duobuzha (kinesiska: 多布扎, 多布扎乡) är en socken i Kina. Den ligger i den autonoma regionen Tibet, i den sydvästra delen av landet, omkring 310 kilometer sydväst om regionhuvudstaden Lhasa. Antalet invånare är 1 606. Befolkningen består av 769 kvinnor och 837 män. Barn under 15 år utgör 26,0 %, vuxna 15-64 år 70 %, och äldre över 65 år 3,0 %.
Genomsnittlig årsnederbörd är 880 millimeter. Den regnigaste månaden är juli, med i genomsnitt 215 mm nederbörd, och den torraste är december, med 4 mm nederbörd.